# Constitución de Uruguay de 1967
La Constitución de la República Oriental del Uruguay del año 1967 fue el producto de una confluencia de voluntades distintas de quienes buscaban promover formas de desarrollo económico y social. Entró en vigor el 15 de febrero de 1967. Está todavía vigente en su mayor parte, aunque parte del contenido de su articulado cambió como consecuencia de la reforma de 1997 y de otras reformas menores que se plebiscitaron en 1989, 1994 y 2004, por lo que su denominación completa es "Constitución de 1967 con las modificaciones plebiscitadas el 26 de noviembre de 1989, el 26 de noviembre de 1994, el 8 de diciembre de 1996 y el 31 de octubre de 2004".

## Reforma de 1989
En ocasión de las elecciones nacionales del 26 de noviembre de 1989, se presentó a consideración de la ciudadanía un plebiscito que pretendía reformar el sistema de aumento de las jubilaciones. Dicha propuesta recibió un voto ampliamente favorable, y así, el artículo 67° de la Constitución resultó modificado. Por esta reforma se estableció que "los ajustes de las asignaciones de jubilación y pensión no podrán ser inferiores a la variación del Índice Medio de Salarios, y se efectuarán en las mismas oportunidades en que se establezcan ajustes o aumentos en las remuneraciones de los funcionarios de la Administración Central". También se añadió la disposición transitoria V), referida al primer ajuste jubilatorio según la reforma mayor

## Reforma de 1994
En ocasión de las elecciones nacionales del 26 de noviembre de 1994, se presentó a consideración de la ciudadanía un plebiscito con una especificación relativa a modificaciones en la seguridad social. Dicha propuesta recibió más del 50% de aprobación, por lo que se añadió la disposición transitoria V') que establece, entre otras cosas, "declárase la inconstitucionalidad de toda modificación de seguridad social, seguros sociales, o previsión social (...) que se contenga en las leyes presupuestales o de rendición de cuentas a partir del 1° de octubre de 1992."

## Reforma de 1996
El 8 de diciembre de 1996 se plebiscitó una ambiciosa reforma. Esta reforma mantuvo, en términos generales, la esencia de la Constitución de 1967 respetando en su casi totalidad la numeración del articulado original. La reforma fue votada favorablemente por el 50,43% del electorado.
La característica más notoria y destacable de la reforma fue que modificó el régimen electoral. Introdujo: 
- Las elecciones internas y primarias obligatorias y simultáneas en los partidos políticos, en las cuales cada uno elige sus autoridades y su candidato único a la Presidencia;
- La celebración de elecciones presidenciales y parlamentarias en el mes de octubre;
- La celebración en noviembre de una segunda vuelta o balotaje entre los dos candidatos más votados, si ninguno de los dos obtiene la mayoría absoluta de votos emitidos válidos;
- La separación en el tiempo de las elecciones municipales, que se celebran en mayo del año siguiente a las elecciones presidenciales.

Otras modificaciones trascendentes introducidas fueron:
- Hacer más ejecutiva la gestión de gobierno, al reducir plazos de que dispone el Parlamento para expedirse respecto de varias prerrogativas presidenciales;
- Modificar las mayorías necesarias para frenar la acción del Poder Ejecutivo;
- Prever mecanismos de descentralización de la gestión territorial, otorgando mayores poderes y autonomía financiera a los gobiernos departamentales,[2] e institucionaliza al Congreso Nacional de Intendentes;
- Incluir la protección del medio ambiente.

## Reforma de 2004
El 31 de octubre de 2004, junto a las elecciones nacionales se plebiscitó una nueva reforma de la Constitución. La misma fue apoyada por el 64,58% de los votantes. 
La reforma versó sobre la gesión y administración del agua potable y del saneamiento. Uno de los artículos reformados fue el 47°, al que se le agregó:
El agua es un recurso natural esencial para la vida.
El acceso al agua potable y el acceso al saneamiento, constituyen derechos humanos fundamentales.
1) La política nacional de aguas y saneamiento estará basada en:
a) el ordenamiento del territorio, conservación y protección del Medio Ambiente y la restauración de la naturaleza.
b) la gestión sustentable, solidaria con las generaciones futuras, de los recursos hídricos y la preservación del ciclo hidrológico que constituyen asuntos de interés general. Los usuarios y la sociedad civil, participarán en todas las instancias de planificación, gestión y control de recursos hídricos; estableciéndose las cuencas hidrográficas como unidades básicas.
c) el establecimiento de prioridades para el uso del agua por regiones, cuencas o partes de ellas, siendo la primera prioridad el abastecimiento de agua potable a poblaciones.
d) el principio por el cual la prestación del servicio de agua potable y saneamiento, deberá hacerse anteponiendo las razones de orden social a las de orden económico.
Toda autorización, concesión o permiso que de cualquier manera vulnere las disposiciones anteriores deberá ser dejada sin efecto.
2) Las aguas superficiales, así como las subterráneas, con excepción de las pluviales, integradas en el ciclo hidrológico, constituyen un recurso unitario, subordinado al interés general, que forma parte del dominio público estatal, como dominio público hidráulico.
3) El servicio público de saneamiento y el servicio público de abastecimiento de agua para el consumo humano serán prestados exclusiva y directamente por personas jurídicas estatales.
4) La ley, por los tres quintos de votos del total de componentes de cada Cámara, podrá autorizar el suministro de agua, a otro país, cuando éste se encuentre desabastecido y por motivos de solidaridad.
También se agregó un inciso al artículo 188° sobre la asociación del Estado con privados: "Las disposiciones de este artículo no serán aplicables a los servicios públicos de agua potable y saneamiento".